# Castrovirreyna
Castrovirreyna é uma província do Peru localizada na região de Huancavelica. Sua capital é a cidade de Castrovirreyna.

## Distritos
- Arma
- Aurahua
- Capillas
- Castrovirreyna
- Chupamarca
- Cocas
- Huachos
- Huamatambo
- Mollepampa
- San Juan
- Santa Ana
- Tantara
- Ticrapo